# Matteo Liberatore
Matteo Liberatore SJ (* 14. August 1810 in Salerno; † 18. Oktober 1892 in Rom)  war ein italienischer Jesuit, Philosoph, Theologe und Schriftsteller. Er arbeitete für die jesuitische Zeitschrift Civiltà Cattolica.

## Leben und Werk

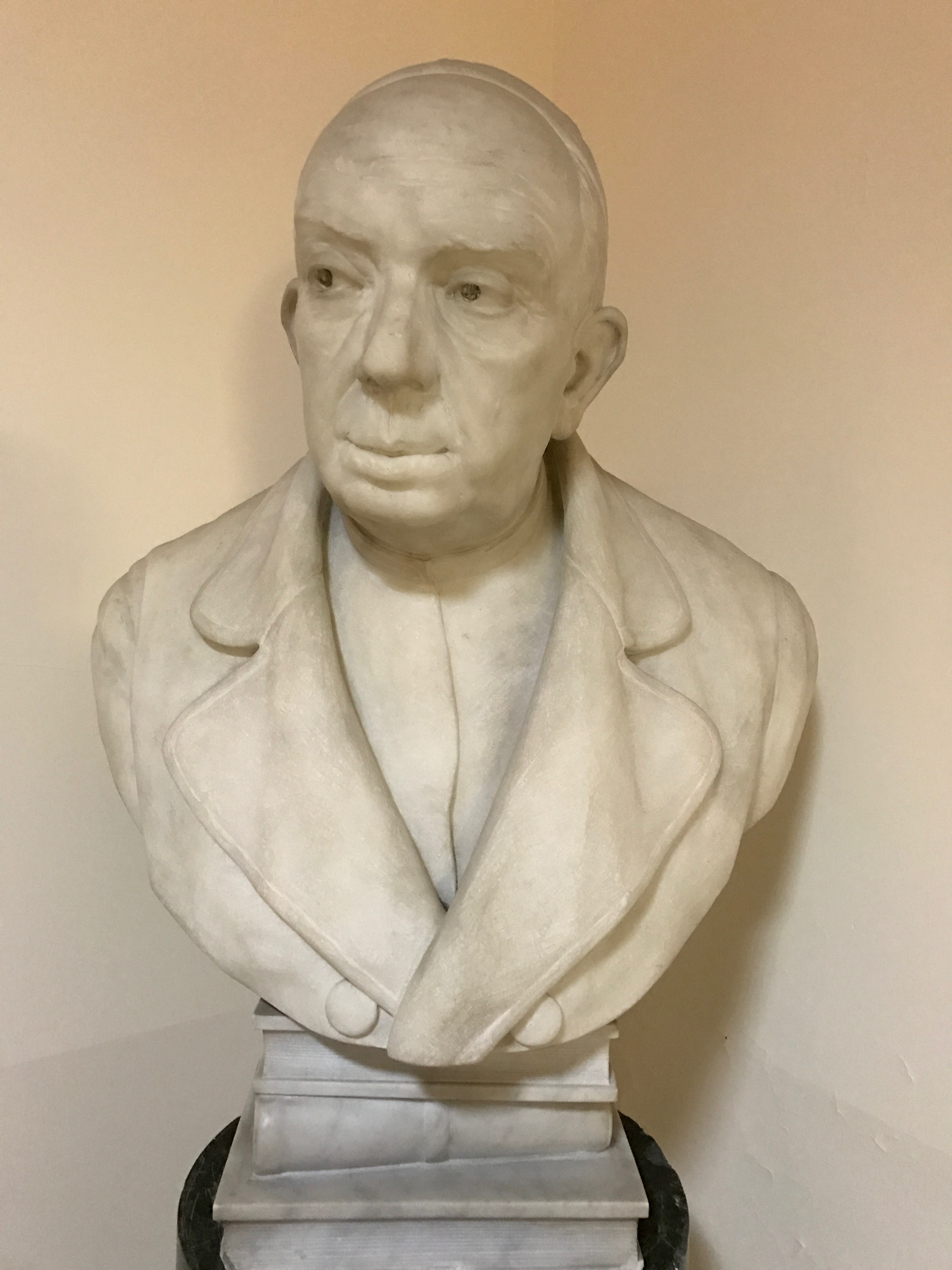
Pater Matteo Liberatore S.J. (Büste im Pfortenbereich der Universität Gregoriana, Rom)

Matteo besuchte das Jesuitenkolleg in Neapel 1825, ein Jahr später trat er in den Orden ein. Er lehrte Philosophie in Neapel von 1837 bis zur Revolution 1848, die ihn nach Malta vertrieb. Nach der Rückkehr gründete er Civiltà Cattolica mit zur Verteidigung der katholischen Anliegen. Besonders half er die Neuscholastik mit Bezug zu Thomas von Aquin zu fördern. Deshalb wurde er 1879 durch Leo XIII. zum Mitglied der neu gegründeten Päpstlichen Akademie des hl. Thomas von Aquin (lat. Pontificia Academia Sancti Thomae Aquinatis). Im selben Jahr trug er zu dessen Enzyklika Aeterni Patris bei, die die Lehre des Thomas allen Schulen empfahl. Auch zu den Enzykliken Immortale Dei (1885) und Rerum novarum (1893) trug er zentral bei. An der Gregoriana lehrte er Philosophie, wo ihn Ambrogio Ratti, der spätere Pius XI. hörte.

## Schriften
- Institutiones Philosophicae (1842)
- Le Commedie Filosofiche (1863)
- Chiesa e Stato (1871)
- Della Conoscenza Intellettuale: Band 1 (1857) und Band 2 (1858)
- Del Composto Umano (1880)
- Degli Universali (1885)
- Compendium ethicae et iuris naturae (1886)
- Of ecclesiastical public law (1887)
- Principles of political economy (1889)